# 小学校受験
小学校受験（しょうがっこうじゅけん）とは、国立や私立の小学校に入学するための入学考査を受けることである。
考査の内容は学校単位で独自に設定されており、多種多様である。
幼稚園受験と共に「お受験」と称されることがある。

## 小学校受験の現状
「親の出身小学校に通わせたい」「附属大学までの一貫教育の魅力」等を理由とした従来からの受験層による閉鎖的なイメージがあったが、「教育理念がしっかりしている」「質の高い教育と教員が期待できる」「カリキュラムの充実」「設備の充実」等を理由にバブル経済期の1980年代以降、小学校受験ブームが到来した。
バブル崩壊によりブームは一時的に沈静したが、ゆとり教育への危機感から「学力指導への期待」「地元の公立小学校への不信」「激化する一方の中学受験のあり方への疑問」等、公教育や中学受験への不満を背景に2000年頃から再び小学校受験熱が大きな高まりを見せている。
学校側も少子化への危機感から学校の門戸を幅広い層に広げる必要があり、少しでも良い環境で子供を学ばせたいと願う親の熱意と相まって、富裕層が多く集まっている首都圏や阪神地区の一部では、小学校受験は珍しくない光景となっている。
特に受験が盛んな地域では就学児童の4割超が国私立小学校に進学する例もある。
関西では2006年から関関同立が相次いで小学校を開校し、2014年には洛南高等学校附属小学校が開校した。
関東では、2011年に慶應義塾横浜初等部が開校した。2019年には、東京都世田谷区に東京農業大学稲花小学校が開校。多摩地域では2002年の早稲田実業学校初等部などが開校していたものの、東京都区部での私立小学校の開校は59年ぶりの出来事だった
中京圏では2008年の南山大学附属小学校に続き、2012年に名進研小学校が開校している。
これら以外の学校も、早い段階での生徒の確保、学力レベルの維持、運営資金の獲得、ブランド力の維持などを目的に小学校開校を計画している。ただし、少子高齢化や地域格差の影響は避けられず、常に人気の高い学校もあれば、毎年のように定員割れの学校もあり、教育環境が整えられなくなったり採算が取れなくなったりという理由で規模縮小や閉校となってしまうケースもある。
前述の通り、長らく国立大学附属小学校と私立小学校が受験の主流であったが、東京都が小学校～高校までの12年間小中高一貫教育を提供する東京都立立川国際中等教育学校附属小学校を2022年4月に開校したことで、新たに都道府県立小学校という選択肢が生まれた

## 小学校の種類
小学校受験と一言で言っても、その小学校はいくつかに分類される。

### 選抜により入学する小学校の分類
国立大学附属学校の学費は一般の公立校と同様で、私立ほど高くはなく、現在～今後の学習指導要領を検証するための実験校として運用される。都道府県や市区町村が設置している教育委員会の管轄外である。これらの学校を管理・運営し、何か問題が発生した時に対処するのは教育委員会ではなく、母体である国立大学法人、またはその法人を管轄する文部科学省である。
私立小学校は卒業まで6年間通うだけの相応の経済力が要求される。一条校として学習指導要領を踏襲しつつも、各学校が独自の教育・設備を設けていることが多い。また、教育委員会の監督下にも入っていないため教職員の定期的な異動などがない。管理・運営をしているのは、母体である学校法人である。
都道府県立小学校は学費などは国立や公立とほぼ同じであるが、国立のように指導要領の実験校とはならず、私立のように独自の教育・設備を設けている。市区町村の教育委員会の管轄下ではないが、都道府県の教育委員会の監督下にある。国立と私立と公立それぞれの特徴を併せ持つ。管理・管轄するのは運営母体である法人、または法人を管轄する都道府県教育委員会である。

### 内部進学の有無
系列学校への内部進学が可能かどうか、もし可能な場合でも中学までなのか、高校までなのか、大学までなのかが異なる。
進学可能な学校でも内部考査があり、必ずしも全員が進学ができるとは限らない。

### 共学・別学
私立には男女別学校も存在する。
系列の中学校が男女別学校でも、小学校に関しては共学校というところもある。この場合、性別によっては内部進学が不可能なため、外部の中学校へ進学することになる。

### 宗教教育の有無
一部の私立では、母体である宗教法人の教えを基に宗教教育を展開している学校がある。キリスト教系（カトリック・プロテスタント・聖公会）、仏教、新宗教などがある。
数は少ないが、企業が母体の学校も存在する。

## 入学考査の内容

### ペーパーテスト
基本的な学力や指示を聞くことができるかどうかを検査するもので、「数量」「図形」「言語」「記憶」「思考」「知識」などが出題される。ひらがな、カタカナ、英単語の読み書きといった問題は出題されることがなく、記号を記入したり目印を置いたりすることで回答する。

### 行動観察
協調性や社会性を検査するもので、「自由遊び」「集団課題」などがある。

### 運動
基本的な運動能力や指示された行動を取ることができるかどうかを検査するもので、「跳び箱」「ボール」「平均台」「鉄棒」「かけっこ」などがある。

### 面接
面接対象は学校により異なる。
子供に面接を行わない学校でも、別の課題中に質疑応答などが内包されており、実質的に面接を行っているケースは多い。
「志望動機」「家庭の教育方針」「子供の性格」などがチェックされる。

### 抽選
国立小学校の入学者選抜において実施されることがある。学校により、入学考査前・入学考査後、あるいは両方で実施される。
出願人数が一定数を超えた場合のみ入学考査前の抽選を行う学校もある。
抽選を行う理由は、単純に出願者が大変多いために考査を行うことができる人数まで公平に絞り込むことと、公立校に通う子供とかけ離れた高成績の子供だけを入学者にすると学習指導要領の試験校として適切ではない（試験校に通う子供や家庭では成果が認められた内容でも、公立校に通う子では内容についていけず難しいケースが生じる）ことから平均性・ランダム性を持たせるためが多い。

### 受験者の資格
4月2日から翌年の4月1日までに出生した満6歳の児童に受験資格がある。
宗教教育を実施する小学校でも、「学校が教育や運営の方針として掲げている宗教に理解があり、子供や保護者が宗教系行事に参加することも厭わないのであれば、別の宗教でも構わない」という学校がほとんどである。
ただし、東京創価小学校や関西創価小学校のように、宗教の強制はしていないものの、受験者やその保護者の大半が特定の宗教信者である学校も存在する。また、天理小学校やPL学園小学校のように入学や出願の条件に、本人や両親が宗教法人に入信している・子弟であることを謳っている小学校もある。
子どもが一人で安全に登下校できることが前提条件となることから、「学校まで公共交通機関で〇分以内に住んでいること」といった大まかなものから、「現住所が〇〇市××丁目であること」のような詳細なものまで、何らかの居住範囲の指定をしている学校が多い。

### 受験の時期
東京は11月1日が受験解禁日である。
神奈川・埼玉・千葉などでは9月から10月半ばにかけて解禁される。
関西では9月頃に考査が行われる学校が多い。

## 試験対策
小学校受験対策をする幼児教室に子供を通わせることが多い。

### 新学期は秋
地域や教室にもよるが、小学校受験のピークが初秋～晩秋である関係上、新学期は秋に設定していることが多い。

### 合格実績の基準がない
各教室が発表している合格実績には統一的な基準は存在せず、業界標準的なものも存在しない。
全国の学習塾で組織され、学習塾が公開する合格実績の基準を作成している全国学習塾協会も、学習塾の定義を「小学生、中学生及び高校生を対象として」（第3条）としており、幼児教室は管轄外となっている。
公表している実績に以下のようなケースが含まれている可能性は否定できない。教室によって在籍生徒として数える基準など根本的なところから異なるため、何が真実でどこから誇大広告なのかを見極めることは難しく、公表数字を信用するかどうかについては紳士協定同然と言っても過言ではない。
- 発表している合格者数で注意するべき点
  - ほとんどの場合、合格者は延べ人数である。一人が複数の学校に合格した場合はそれぞれの学校でカウントされる。実際に進学する人数ではなく、辞退者も含まれている。定員を超える人数を合格実績として発表している教室も存在する。
  - 通常授業に参加しておらず、何度かテストや講習に参加しただけの人や、体操教室や絵画教室などのクラスだけを利用していた人を含んでいる可能性がある。
  - 通常授業に参加しておらず、一定額の料金を支払ったり、Webサイトから登録したりすることで講習などの予約が有利になる制度を利用していただけの人（準会員、Web会員など）を含んでいる可能性がある。
  - 一時期利用していたものの、受験をするずっと前に辞めている人を含んでいる可能性がある。
  - 補欠合格者として発表されただけで、繰り上がっていない人を含んでいる可能性がある。
  - 国立小学校の入試で、考査は合格したものの抽選で不合格となった方について、「教室としてできるところはやった。抽選は別問題」として実績に含んでいる可能性がある。
  - 系列幼稚園からの内部進学者であり、考査を受けていない人を含んでいる可能性がある。
  - 『この学校に合格率100％』という広告は、教室がその学校に出願するとわかっていた保護者に結果を尋ねたところ100%だっただけであって、教室が把握していない受験者の有無、不合格だったものの担当者の顔色を窺って「合格しました」と嘘を伝えたかどうかはわからない。各学校の出願名簿や合格者名簿は個人情報であり公開されないため、教室が正確に確認する術はない。

### クーリングオフは基本的にできない
特定商取引に関する法律が定める特定継続的役務提供での学習塾の範囲は『学校教育の補習のための児童、生徒又は学生を対象とした学力の教授』としており、学校教育を学ぶものではない教室は該当しない。このため、小学校受験に備える教室はクーリングオフの対象外である
ただし、法律上では認められなくても教室の独自判断で認めていることがある。

## 批判
小学校受験に対する批判もある。日本では、文京区幼女殺人事件で小学校受験がクローズアップされた。
また、1994年にドラマスウィート・ホーム（TBS系列）が放送された際、放送内容をめぐり実際に小学校受験を行った保護者から「ドラマの内容は小学校の受験内容と事実と異なる、保護者の誤解を与えるので内容の訂正とお受験という言葉を使用しないでほしい」と保護者の署名を集めた嘆願書がTBSに送られた。ドラマは内容を修正することなく放送されたが、署名の中に元歌手で元女優の三浦百恵の署名があったことが明らかとなった。
アメリカのワシントン・ポストは、小学生受験に熱中する親を批判、子供たちは本当に有名小学校に入りたいのかと批判。日本はアメリカと違い飛び級制度がなく、エリートコースに乗るためには、有名高校・中学・小学校に入ることが義務つけられていると説明。そのうち、日本のエリートは、産まれる病院のベッドの段階ですべてが決まるようになるだろうと皮肉った。

## お受験（小学校受験・幼稚園受験）をモデルにした創作物
- たのしい幼稚園
- 幼稚園ゲーム - 幼稚園児と母親たちの「お受験戦争」を題材にした作品
- 名前をなくした女神
- スウィート・ホーム
- マザー・ゲーム〜彼女たちの階級〜
- SKYキャッスル
- 人魚の眠る家 - 一部のシーンは、実際に小学校受験向け指導を行っている伸芽会の教室を借りて撮影している。
- クレヨンしんちゃん 謎メキ!花の天カス学園